# St. James City (Florida)
St. James City és una concentració de població designada pel cens dels Estats Units a l'estat de Florida. Segons el cens del 2000 tenia 4.105 habitants.

## Demografia
Segons el cens del 2000, St. James City tenia 4.105 habitants, 2.138 habitatges, i 1.417 famílies. La densitat de població era de 108,6 habitants/km².
Dels 2.138 habitatges en un 7% hi vivien nens de menys de 18 anys, en un 62,4% hi vivien parelles casades, en un 2,5% dones solteres, i en un 33,7% no eren unitats familiars. En el 28,1% dels habitatges hi vivien persones soles el 18,2% de les quals corresponia a persones de 65 anys o més que vivien soles. El nombre mitjà de persones vivint en cada habitatge era d'1,92 i el nombre mitjà de persones que vivien en cada família era de 2,28.
Per edats la població es repartia de la següent manera: un 7,1% tenia menys de 18 anys, un 1,7% entre 18 i 24, un 10,8% entre 25 i 44, un 35,4% de 45 a 60 i un 45% 65 anys o més.
L'edat mediana era de 63 anys. Per cada 100 dones de 18 o més anys hi havia 97,8 homes.
La renda mediana per habitatge era de 35.746 $ i la renda mediana per família de 42.176 $. Els homes tenien una renda mediana de 34.120 $ mentre que les dones 22.179 $. La renda per capita de la població era de 26.520 $. Entorn de l'1,5% de les famílies i el 4,3% de la població estaven per davall del llindar de pobresa.

## Poblacions més properes
El següent diagrama mostra les poblacions més properes.